# Crioprotettore
Un crioprotettore è una sostanza usata per proteggere il tessuto biologico dai danni da congelamento (danni dovuti alla formazione di ghiaccio). Gli insetti, i pesci, gli anfibi e i rettili artici e antartici creano crioprotettori naturali nei loro corpi per minimizzare i danni durante i freddi periodi invernali. Questa funzione crioprotettiva può essere svolta da speciali proteine, che agiscono come nucleatori di congelamento controllato (nucleatori proteici del ghiaccio) o come antigelo (proteine antigelo). Tali proteine sono arricchite con i fluidi corporei come il sangue o la linfa. Gli insetti molto spesso usano zuccheri o polioli come crioprotettori. Le rane  artiche usano il glucosio, mentre le salamandre artiche creano glicerolo nei loro fegati da usare come crioprotettore. I crioprotettori operano semplicemente aumentando la concentrazione di soluto nelle cellule. Tuttavia, per essere biologicamente compatibili essi devono (1) penetrare facilmente le cellule, e (2) non essere tossici per le cellule stesse.
I crioprotettori convenzionali sono glicoli (alcoli contenenti almeno due gruppi idrossili), come il glicole etilenico, il glicole propilenico e il glicerolo. Il glicole etilenico è usato comunemente come antigelo per le automobili e il glicole propilenico è stato usato per ridurre la formazione di ghiaccio nel gelato. Anche il dimetilsolfossido (DMSO) è considerato un crioprotettore convenzionale. Il glicerolo e il DMSO sono stati usati per decenni dai criobiologi per ridurre la formazione di ghiaccio nello sperma e negli embrioni che sono preservati con il freddo in azoto liquido..
Le miscele di crioprotettori hanno minore tossicità e sono più efficaci dei crioprotettori con un singolo agente. Una miscela di formammide con DMSO, glicole propilenico e un colloide è stata per molti anni il più efficace di tutti i crioprotettori creati artificialmente. Le miscele di crioprotettori sono state usate per la vetrificazione, cioè la solidificazione senza alcuna formazione di cristalli di ghiaccio. La vetrificazione ha importanti applicazioni nella preservazione degli embrioni, dei tessuti biologici e degli organi per il trapianto. La vetrificazione è usata anche nella crionica per eliminare i danni da congelamento.
Alcuni crioprotettori funzionano abbassando la temperatura di transizione vetrosa di una soluzione o di un materiale al di sotto del punto di fusione. In questo modo, i crioprotettori impediscono l'effettivo congelamento, e il sistema mantiene una certa flessibilità in una fase vetrosa, comportandosi quindi come un solido amorfo, che si solidifica senza produrre cristalli (vetrificazione), che possono danneggiare il campione. Gli eventuali danni ai campioni biologici, comunque, non sono causati principalmente dai cristalli di ghiaccio (in quanto l'interno della cellula raramente, se non mai, congela in tal modo), ma attraverso i cambiamenti della pressione osmotica e della forza ionica (il contenuto di elettroliti nel fluido della cellula). Molti crioprotettori funzionano anche formando legami a idrogeno con le molecole biologiche quando le molecole d'acqua sono rimpiazzate. Il legame a idrogeno nelle soluzioni acquose è importante per la corretta funzione delle proteine e del DNA. Perciò, quando il crioprotettore sostituisce le molecole d'acqua, il materiale biologico mantiene la sua struttura (e funzione) fisiologica nativa, sebbene esse non siano più immerse in un ambiente acquoso. Questa strategia di preservazione si osserva molto spesso nell'anidrobiosi.
I crioprotettori sono usati anche per preservare gli alimenti. Questi componenti sono tipicamente zuccheri, che sono poco costosi e non pongono preoccupazioni di tossicità. Ad esempio, molti prodotti a base di pollo congelato (crudo) contengono una "soluzione" di acqua, saccarosio e fosfati di sodio.

## Crioprotettori comuni
- DMSO (dimetilsolfossido)
- Glicole etilenico
- Glicerolo

- 2-Metil-2,4-pentanediolo (MPD)
- Glicole propilenico
- Saccarosio